# Niszczyciele typu B (1930)
Niszczyciele typu B – typ brytyjskich niszczycieli zbudowanych na początku lat 30. XX wieku, służących podczas II wojny światowej.
Zbudowanych zostało dziewięć okrętów, w tym jeden lider (HMS „Keith” (H06)), nieco powiększony względem pozostałych jednostek. Wszystkie jednostki służyły w Royal Navy, jeden okręt (HMS „Boreas”) został wydzierżawiony w 1944 roku greckiej marynarce wojennej.
Pięć okrętów zostało zatopionych w wyniku działań wojennych. Pozostałe niszczyciele wycofano ze służby w Royal Navy w latach 1946-1947. Jako ostatni, w 1951 roku służbę zakończył „Salamis” (ex-HMS „Boreas”).

## Okręty
- HMS „Keith” (H06) (lider)
- HMS „Basilisk” (H11)
- HMS „Beagle” (H30)
- HMS „Blanche” (H47)
- HMS „Boadicea” (H65)
- HMS „Boreas” (H77)(inne języki) (w latach 1944-1951 wydzierżawiony Grecji jako „Salamis”)
- HMS „Brazen” (H80)
- HMS „Brilliant” (H84)
- HMS „Bulldog” (H91)